# Ansar Al-Sharia (Túnez)
Ansar al-Sharia en Túnez (en árabe: أنصار الشريعة في تونس, traducido como Partidarios de la ley islámica en Túnez) es un grupo islamista radical que opera en Túnez. En 2013, se estimó que el grupo tenía aproximadamente 10,000 miembros, ganando bastante aceptación entre la comunidad más radical. Ha sido catalogado como grupo terrorista por el gobierno tunecino, así como por Irak, las Naciones Unidas, los Emiratos Árabes Unidos, el Reino Unido y los Estados Unidos. Algunos de sus miembros pueden estar vinculados a los ataques de Sosa de 2015. En 2013, el grupo declaró su lealtad a Al-Qaeda.

## Trasfondo
Tras la revolución tunecina, muchos presos políticos islamistas fueron retenidos por el régimen de Zine El Abidine Ben Ali fueron puestos en libertad, incluido Seifallah Ben Hassine, que anteriormente había cofundado el Grupo de Combate de Túnez con Tarek Maaroufi en junio del 2000.
Abu Ayadh, alias Ben Hassine, fundó Ansar al-Sharia a finales de abril de 2011. El grupo estableció rápidamente una rama de medios, la Fundación de Medios de Al Qairawan, y desarrolló diferentes medios de comunicación, incluidos un blog, una página de Facebook y una revista. Ansar al-Sharia celebró una conferencia nacional en Kairuán en 2012 en la que Abu Ayadh, alias Ben Hassine, pidió la islamización de los medios de comunicación, la educación, el turismo y los sectores comerciales de Túnez, y el establecimiento de un sindicato islámico para enfrentar al laico Sindicato General de Trabajadores de Túnez. El grupo también hizo campaña por la liberación de prisioneros islamistas, como Omar Abdel-Rahman, Abu Qutada y tunecinos que habían luchado con Al Qaeda en Irak y se encuentran recluidos en cárceles iraquíes.
Los miembros de Ansar al-Sharia han participado regularmente en protestas en Túnez contra la supuesta blasfemia y se sospecha que están involucrados en varios incidentes violentos. El Ministerio del Interior de Túnez acusó al grupo de planear la ola de asesinatos políticos de 2013 en Túnez. Algunos incidentes violentos atribuidos a miembros del grupo incluyen ataques a una estación de televisión que transmitió la película Persépolis en octubre de 2011, y meses después en una controvertida exhibición de arte en junio de 2012, y un ataque mortal en septiembre de 2012 contra la embajada de Estados Unidos en Túnez.
El grupo fue designado como organización terrorista por el gobierno de Túnez en agosto de 2013. El grupo resultó dañado por las detenciones generalizadas que siguieron a esta designación, y muchos de sus miembros abandonaron Túnez, viajaron a Libia y se unieron al grupo local Ansar al-Sharia, o ir a Siria y unirse al Estado Islámico de Irak y el Levante. Una entrevista realizada en el transcurso de tres reuniones diferentes entre enero y marzo de 2013 con un joven líder de Ansar al-Sharia con sede en Túnez describe la base intelectual del movimiento salafista:

Desde la perspectiva del desarrollo del marco teórico / cosmovisión de nuestro grupo, algunos de los activistas salafistas más influyentes incluyen:Abu Quttada al-Falestini,Abu Muhammad Al-Maqdisi, Abu Basir al-Tartusi, Hani al-Sibai y Anwar al-Awlaki. Abu Quttada al-Falestini es probablemente el más influyente entre ellos: nuestros hermanos que estuvieron en Europa durante los últimos años acudieron en masa para escuchar sus lecciones. No es extraño entonces que el propio Abu Yadh [también conocido como Ben Hassine] o Abdallah a-Tunsi [¿también conocido como ben Hassine?] Acudieran a él también. Sheikh Hani Sabahi también es respetado en nuestro movimiento. Tenemos un contacto constante con él y él es muy comprensivo con nuestra experiencia.

Según los informes, Seifallah Ben Hassine murió en un ataque aéreo estadounidense en Libia en junio de 2015. En marzo de 2020, el líder de Al-Qaeda en el Magreb Islámico Abdelmalek Droukdel anunció la muerte de Ben Hassine, pero no dijo cuándo murió.

## Atentados
El 14 de septiembre del 2012 atacantes armados con bombas de gasolina asaltaron e incendiaron la embajada de Estados Unidos en Túnez, Túnez. Al menos cuatro manifestantes tunecinos murieron y 46 manifestantes resultaron heridos en los enfrentamientos subsiguientes con el personal policial. Este fue uno de los dos ataques incendiarios contra entidades estadounidenses en Túnez en esta fecha. Ningún grupo se atribuyó la responsabilidad de los incidentes; sin embargo, las fuentes afirmaron que los líderes de Ansar al-Sharia (Túnez) coordinaron los ataque. El mismo día asaltantes asaltaron e incendiaron la Escuela Cooperativa Americana de Túnez, Túnez. No se informó de víctimas, aunque la escuela resultó dañada en el asalto. Este fue uno de los dos ataques incendiarios contra entidades estadounidenses en Túnez en esta fecha.
Al menos veinte sospechosos fueron arrestados y sentenciados a diferentes penas en 2013.
El grupo captó la atención internacional por los asesinatos de los políticos Chokri Belaid (en febrero de 2013) y Mohamed Brahmi (julio de 2013).

## Críticas
En su periódico semanal al-Naba, en un artículo elogiando a Shaykh Abu Layla Kamal Zarruq at-Tunisi al-Qurashi, un líder tunecino en el Estado Islámico de Irak y el Levante, el EI criticó severamente a Ansar al-Sharia en Túnez y su líder Abu Iyad, diciendo:
La organización Ansar ash-Shari'ah, que estaba a la vanguardia, sufrió varios problemas, el más importante fue la desviación de su líder, Abu 'Iyad, y su promoción de las ideas de Aymán az Zawahirí con respecto a su intención de hacer de Túnez un 'ard da'wah "(tierra de invitación) y no una" ard jihad "(tierra de librar la yihad), lo que tranquilizó a los llamados" gobiernos post-revoluciones árabes "taghut de que no lucharían contra ellos, sino que les pedían que darles espacio para simplemente "invitar". También sufrió las ideas de Abu 'Iyad que estaban restringidas al país, centradas en limitar el trabajo a Túnez, y basadas en su deseo de liderar la jihad global, a pesar de su falta de experiencia y su debilidad, que a su vez llevó a su organización al abismo cuando el nuevo taghut les reveló su nuevo rostro.

Por lo tanto, aquellos relacionados con él experimentaron lo peor de la tortura, muchos de ellos eran líderes de la organización, y solo unas pocas personas sobrevivieron a este holocausto al que fueron conducidos por Abu 'Iyad y su necedad, fragilidad y preferencia por sus propias opiniones y los de su sheij Abu Qatada al-Filastini y su emir Ayman adh-Dhawahiri. Los pocos que sobrevivieron fueron aquellos a quienes Allah guio a la hijrah y la jihad por la causa de Allah al oponerse a Abu Ayadh, quien se negó a que los jóvenes emergieran a los campos de batalla de la jihad, y específicamente en Sham, queriendo mantenerlos bajo su control, para úselos en sus proyectos fallidos y entréguelos con su necedad, al tawaghit.

## Designación como organización terrorista
| País/Organización                 | Fecha                     | Referencias |
| Bandera de Túnez                  | agosto del 2013           | [ 15 ]      |
| Bandera del Reino Unido           | abril del 2014            | [ 6 ]       |
| Bandera de Emiratos Árabes Unidos | noviembre del 2014        | [ 33 ]      |
| Bandera de las Naciones Unidas    | 23 de septiembre del 2014 | [ 34 ]      |
| Bandera de Irak                   | 2015                      | [ 35 ]      |

## Lecturas Externas
- Daveed Gartenstein-Ross, Bridget Moreng & Kathleen Soucy, Raising the Stakes: Ansar Al-Sharia in Tunisia's Shift to Jihad (International Centre for Counter-Terrorism - The Hague, 2014) Archivado el 10 de diciembre de 2015 en Wayback Machine.
- Daveed Gartenstein-Ross,  Ansar al-Sharia Tunisia's Long Game: Dawa, Hisba and Jihad (International Centre for Counter-Terrorism - The Hague, 2013) Archivado el 24 de septiembre de 2015 en Wayback Machine.